# Wild Honey
Wild Honey (с англ. — «Дикий мёд») — тринадцатый студийный альбом американской рок-группы The Beach Boys. Пластинка вышла 18 декабря 1967 года на лейбле Capitol Records и заняла 24-е место в американском хит-параде журнала Billboard. Ведущий сингл «Wild Honey» достиг 31-й позиции, а его последующий «Darlin’» — 19-й позиции. В Великобритании альбом смог занять седьмую строку национального рейтинга.

## Обзор
В конце лета 1967 года лейбл и группа запланировали записать второй концертный альбом. Записи состоялись 25 и 26 августа 1967 года в Гонолулу. Однако по общему решению, после прослушивания плёнок с концертов, эти записи использованы не были. Вместо этого The Beach Boys отправились в голливудскую студию Wally Heider с намерением воссоздать атмосферу концерта и заново записать песни. Однако на этом проект «Lei’d in Hawaii» был безрезультатно закончен.
В итоге, группа стала спешно работать над новым студийным альбомом, получившим название Wild Honey (по одноимённой песне, название которой, в свою очередь, обыгрывает два смысла: дикий мёд и сумасшедшая милашка). Как и предыдущий альбом Smiley Smile, данная пластинка была продюсирована всей группой, а не единолично Брайаном Уилсоном. Уилсон хоть и участвовал в записи, но больше не контролировал студийный процесс. Уилсон хотел придать ритм-н-блюзовую окраску альбому. Неслучайно поэтому в пластинку включена кавер-версия последнего в то время хита Стиви Уандера «I Was Made to Love Her».
Критики прохладно встретили альбом. «Примитивный» стиль, взятый на вооружение группой, шёл вразрез с новыми веяниями в рок-музыке, где тон задавали дебюты Джими Хендрикса, The Doors, Cream, а также последние работы The Beatles и The Rolling Stones.

## Обложка
На обложку помещена фотография фрагмента витража из дома Брайана Уилсона, где записывался альбом.

## Список композиций
| №  | Название                 | Автор(ы)                              | Вокал                        | Длительность |
| -- | ------------------------ | ------------------------------------- | ---------------------------- | ------------ |
| 1. | «Wild Honey»             | Брайан Уилсон / Майк Лав              | Карл Уилсон                  | 2:37         |
| 2. | «Aren’t You Glad»        | Б. Уилсон / М. Лав                    | М. Лав, Б. Уилсон, К. Уилсон | 2:16         |
| 3. | «I Was Made to Love Her» | Косби / Мой / Хардэуэй / Стиви Уандер | К. Уилсон                    | 2:05         |
| 4. | «Country Air»            | Б. Уилсон / М. Лав                    | Группа                       | 2:20         |
| 5. | «A Thing or Two»         | Б. Уилсон / М. Лав                    | М. Лав, К. Уилсон, Б. Уилсон | 2:40         |

| №  | Название                        | Автор(ы)                                          | Вокал                        | Длительность |
| -- | ------------------------------- | ------------------------------------------------- | ---------------------------- | ------------ |
| 1. | «Darlin’»                       | Б. Уилсон / М. Лав                                | К. Уилсон                    | 2:12         |
| 2. | «I’d Love Just Once to See You» | Б. Уилсон / М. Лав                                | Б. Уилсон                    | 1:48         |
| 3. | «Here Comes the Night»          | Б. Уилсон / М. Лав                                | Б. Уилсон                    | 2:41         |
| 4. | «Let the Wind Blow»             | Б. Уилсон / М. Лав                                | М. Лав, Б. Уилсон, К. Уилсон | 2:19         |
| 5. | «How She Boogalooed It»         | М. Лав / Брюс Джонстон / Алан Джардин / К. Уилсон | К. Уилсон                    | 1:56         |
| 6. | «Mama Says»                     | Б. Уилсон / М. Лав                                | Группа                       | 1:05         |

В 1974 году альбом был издан в составе двойного комплекта с пятнадцатым альбомом 20/20 и в другой обложке. В 1990 году альбом был переиздан на одном компакт-диске вместе с предыдущим альбомом Smiley Smile. Это издание также включало дополнительные песни: «Heroes and Villains» (Alternate Take), «Good Vibrations» (Various Sessions), «Good Vibrations» (Early Take), «You’re Welcome», «Their Hearts Were Full of Spring» и «Can’t Wait Too Long».

## Участники записи
- Майк Лав — вокал
- Брюс Джонстон — бас-гитара, орган, вокал
- Брайан Уилсон — фортепиано, орган, бас-гитара, вокал
- Карл Уилсон — соло-гитара, ритм-гитара, вокал
- Алан Джардин — ритм-гитара, вокал
- Деннис Уилсон — барабаны, вокал

## Альбомные синглы
- Wild Honey / Wind Chimes (Capitol 2028; 23 октября 1967; № 31)
- Darlin’ / Here Today (Capitol 2068; 18 декабря 1967; № 19)